# 화성 나들목
화성 나들목(Hwaseong IC)은 경기도 화성시 남양읍 신남리에 설치된 수도권제2순환고속도로의 5번 교차로이다.

## 역사
- 2017년 2월 8일 : 나들목 신설을 위해 화성시 도시계획시설 교통광장에 남양읍 신남리 일원을 고시[1]
- 2021년 4월 28일 : 수도권제2순환고속도로 마도 ~ 화성 구간 개통과 함께 통행 개시[2]

## 구조물 정보
- 위치 : 경기도 화성시 남양읍 신남리

## 접속하는 도로
- 국도 제77호선 (남양로)

## 주변 시설
- 화성시청역
- 화성서부경찰서
- 현대자동차그룹 남양연구소
- 신남초등학교